# Hyalosphaera pulchella
Hyalosphaera pulchella är en svampart som först beskrevs av Frank Lincoln Stevens, och fick sitt nu gällande namn av Rossman 1987. Hyalosphaera pulchella ingår i släktet Hyalosphaera, klassen Dothideomycetes, divisionen sporsäcksvampar och riket svampar.   Inga underarter finns listade i Catalogue of Life.